# 탈영
탈영(脫營, 영어: desertion)은 군인이 군무를 기피할 목적으로 지정된 장소에서 이탈하는 것을 말한다. 지휘관의 허가없이 무단 이탈하면 처벌되는 무단이탈죄와는 다르다. 군무를 기피할 목적이 있었느냐, 없었느냐에 따라 군무이탈죄 또는 무단이탈죄가 성립된다.
현지탈영과 미귀탈영으로 나뉘는데, 현지탈영은 병영에서 도망치는 것을 말하고, 미귀탈영은 휴가, 외박, 외출 등에서 미복귀하는 것을 말한다. 또, 총기 및 탄약, 수류탄 등 무기 소지 유무에 따라 무장탈영과 비무장탈영으로 나뉘기도 한다.
탈영한 병사는 탈영병(脫營兵)이라고 부르며, 탈영병은 군사 재판에서의 판결 결과에 따라 처벌을 받게 된다.

## 대한민국 국군의 탈영자

### 탈영자에 대한 복귀명령
1963년 12월 1일 이후 각군 참모총장이로 3년에 한번씩 전체 탈영자에게 소속 부대로 복귀할 것을 명령한다. 탈영한 병은 병역의무 종료연령, 탈영한 부사관 및 장교 등은 계급정년까지 명령하며, 이 명령에 불응한 경우에는 군형법의 명령위반죄에 해당한다.

### 장기 탈영자
대한민국 국군의 장기 탈영자는 탈영한지 최소 3년 또는 5년 이상에서 소속 부대로 복귀하지 않은 경우로, 이들은 이 과정에서 발생하는 복귀명령이 있을 때, 복귀명령을 거부한다. 이 부류의 탈영자 중에서는 탈영한지 10년 이상, 20년 이상이 되는 경우도 발견되는 경우도 있어 60세 이상의 장기 탈영자도 있다.

## 같이 보기
- 병역 기피
- 반역죄